# Vath Sarn
Vath Sarn es un superhéroe de ficción, un extraterrestre del planeta Rann, y un miembro de la fuerza policial intergaláctica conocida como los Green Lantern Corps. Su primera aparición fue en Green Lantern Corps: Recharge N.º 1 (noviembre de 2005) de DC Comics. Fue creado por los escritores Geoff Johns y Dave Gibbons, y el artista Patrick Gleason.

## Historia
Vath es un soldado veterano de la Guerra Rann-Thanagar. Mientras se hallaba en el corazón de la batalla, encontró un anillo de poder, la poderosa arma asignada a cada miembro de los Green Lantern Corps. Los Corps se encontraban en el proceso de reclutar a 7200 nuevos miembros para reconstruir sus filas luego de la destrucción producida por el villano Parallax. Los anillos permiten a quienes los usan conjurar prácticamente cualquier objeto o forma de energía siendo limitado solo por la imaginación y el poder de voluntad del portador, por lo que los anillos, que poseen una computadora viviente y los medios para viajar a través del espacio interestelar, buscaban a seres capaces de sobreponerse al miedo. Cuando Sarn se puso su anillo, trató de usarlo para seguir luchando contra los thanagarianos, pero como el código de los Corps no incluye la participación en guerras planetarias, lo transportó inmediatamente al planeta Oa, hogar de los Guardianes del Universo. Allí, recibiría entrenamiento como Linterna Verde.
Sarn recibió una comisión temporaria junto con su compañero recluta Isamot Kol, un thanagariano que también había sido escogido en medio de la guerra. En contraste con la disciplina y adaptabilidad de Sarn, Kol todavía veía a Sarn como un enemigo e instigó un conflicto con él cuando comenzaron su primer misión: alejar a las naves que se aproximaran a la Estrella 38, que, como varias otras, había comenzado a mostrar signos de inestabilidad. Kol tardó además en adaptarse a los protocolos de los Corps, cuestionando sus órdenes, llegando incluso a amenazar a una nave hospital okaarana que había abierto fuego sobre él luego de negarse a cambiar su curso. Sin embargo, los dos consiguieron cumplir sus deberes como Linterna Verde. De todas formas, la estrella se convirtió en una supernova provocando la creación de un agujero negro. Ambos reclutas intentaron valientemente rescatar la nave, pero fueron succionados. Eventualmente fueron salvados por Kilowog, y se reunieron con otros LV mientras descubrían que la Spider Guild era la causante de las supernovas. La Spider Guild, un grupo de arañas humanoides del sistema solar de Vega, planeaba atacar Oa, pero Sarn y los demás Linternas Verdes lograron regresar allí y rechazar el ataque con éxito.
- Datos: Q11705008